# Musée d'histoire locale de Vantaa
Le musée d'histoire locale de Vantaa  (en finnois : Helsingin pitäjän kotiseutumuseo) est un musée historique situé dans le quartier Helsingin pitäjän kirkonkylä à Vantaa en Finlande,.

## Présentation
Le petit musée est installé dans un grenier situé devant l'église Saint-Laurent de Vantaa.
Il expose des artefacts utilisés dans le village avant la production industrielle.
Le matériel a été collecté principalement dans les fermes de la zone.
Au rez-de-chaussée du bâtiment de l'entrepôt, on peut voir les objets d'une cabane et d'une chambre de paysan du XIXe siècle,,.
Le musée a ouvert ses portes en septembre 1963.
Le musée est géré par l'association Helsinge-Tusby Ungdomsförbund rf en grande partie par des bénévoles.
Le musée est ouvert de juin à août le mercredi de 16h30 à 19h30 et le dimanche de 11h à 15h, et sur rendez-vous également à d'autres moments.
Le prix de la visite du musée est libre,.